# Royal National College for the Blind
La Royal National College for the Blind (literalmente Universidad Nacional Real para los Ciegos) es una universidad y residencia especializada que está situada en la ciudad de Hereford.
Las personas que estudian aquí son mayores de 16 años y son ciegas o con problemas de visión.
En ella pueden cursar una gran variedad de títulos de diversas materias. 
Junto a las asignaturas habituales en la educación superior, se ofrece también entrenamiento en movilidad, independencia y desarrollo personal. 
El deporte es también uno de los grandes puntos de atención, habiendo llegado a ser la casa de la primera academia de fútbol para personas con discapacidad visual.
El centro fue el anfitrión del Campeonato del Mundo de Fútbol para Ciegos de 2010 y sus instalaciones también sirvieron para los entrenamientos de los participantes en los Juegos Paralímpicos de 2012. 
Asimismo, dos importantes dispositivos fueron desarrollados en el centro, el Mountbatten Brailler, un escritor electrónico de braille, y el T3, un aparato que ayuda a la lectura de mapas y diagramas. 
Fundado en 1871 en Londres bajo el nombre de Royal Normal College and Academy for the Blind, esta institución tuvo varias ubicaciones antes de terminar en su actual campus de Herefold. Fue renombrado como Royal National College for the Blind a finales de los años 70 del pasado siglo. Ha sido un centro pionero en la educación de las personas con discapacidad visual en Gran Bretaña desde la era Victoriana. 
Actualmente son cerca de 200 los alumnos que cursan sus estudios en el centro.